# موران (کانزاس)
موران (به انگلیسی: Moran) شهری در ایالت کانزاس کشور ایالات متحده آمریکا است که جمعیت آن در سرشماری سال ۲۰۱۰ میلادی، ۵۵۸ نفر بوده‌است.